# ماريا إلينا غونزاليس
ماريا إلينا غونزاليس (بالإنجليزية: María Elena González)‏ هي نحّاتة أمريكية، ولدت في 1957 في هافانا في كوبا.